# Paz de la Huerta
Paz de la Huerta (New York, 3 september 1984), geboren als María de la Paz Elizabeth Sofía Adriana de la Huerta, is een Amerikaanse actrice en model.

## Biografie
De la Huerta is een dochter van een Amerikaanse moeder en een Spaanse vader, en heeft een oudere zus. De la Huerta is alleen opgevoed door haar moeder terwijl haar vader in Spanje verbleef; in haar tienerjaren ging zij altijd in de zomer naar haar vader.

## Filmografie

### Films
Uitgezonderd korte films.
- 2020 Puppy Love - als Carla
- 2017 A Midsummer Night's Dream - als Hippolyta
- 2016 Streets of East L.A. - als de non
- 2016 Aimy in a Cage - als Caroline
- 2015 My Scientology Movie - als zichzelf (documentaire)
- 2015 Death in the Desert - als Margo
- 2015 Bare - als Pepper
- 2015 The Girl Is in Trouble - als Maria
- 2014 The Editor – als Josephine Jardin
- 2013 Nurse 3D – als Abby Russell
- 2012 30 Beats – als Laura
- 2012 The Girl Is in Trouble – als Maria
- 2011 4:44 Last Day on Earth – als vrouw op straat
- 2009 Enter the Void – als Linda
- 2009 The Limits of Control – als naakte vrouw
- 2008 Deception – als lid
- 2008 Choke – als Nico
- 2008 The Guitar – als Constance Clemente
- 2007 Neal Cassady – als Tonya Novak
- 2007 Light and the Sufferer – als Annette
- 2007 Anamorph – als jonge vrouw
- 2006 The Tripper – als Jade / Summer
- 2006 Nail Polish – als Becky Burns
- 2006 Sup 2down – als Allie
- 2006 Hollywood Dreams – als gaste op bruiloft
- 2005 Fierce People – als Jilly
- 2005 Steal Me – als Lily Rose
- 2004 Homework – als Sara
- 2003 Rick – als Vicki
- 2003 Bringing Rain – als Dakota Cunningham
- 2002 A Walk to Remember – als Tracie
- 2001 Riding in Cars with Boys – als flirtende vrouw aan telefoon
- 2001 Chelsea Walls – als meisje
- 2001 Bailey's Mistake – als Becca Donovan
- 2000 Looking for an Echo – als Nicole Delgado
- 1999 The Cider House Rules – als Mary Agnes
- 1998 Luminous Motion – als Beatrice
- 1998 The Object of My Affection – als 13-jarige Sally

### Televisieseries
Uitgezonderd eenmalige gastrollen.
- 2013 Eagleheart – als Tess – 2 afl.
- 2010 – 2011 Boardwalk Empire – als Lucy Danziger – 24 afl.

- Bibsys: 11035422
- Biblioteca Nacional de España: XX6224090
- Bibliothèque nationale de France: cb162787599 (data)
- Gemeinsame Normdatei: 143732196
- International Standard Name Identifier: 0000 0001 1873 2697
- Library of Congress Control Number: no2006060354
- MusicBrainz: 3774a40f-858e-45d2-97c3-1b3885c774f3
- Nationale Bibliotheek van Israël: 987007361475405171
- Système universitaire de documentation: 14722411X
- Virtual International Authority File: 14525366
- WorldCat: E39PBJj8XgmrFXX8wgQHHQhWDq